# نحيل القصبة
نحيل القصبة (الاسم العلمي: Leptosolena)، جنس نباتات من فصيلة الزنجبيلية. يضم نوع واحد فقط معروف، نحيل القصبة الهاينكي Leptosolena haenkei، موطنها في جزيرة لوزون في الفلبين.

## الاستكشاف
أُكتشف هذا النوع في عام 1792 من قبل الرحالة وعالم النبات التشيكي ثاديوس هاينك، عضو بعثة مالاسبينا، وهي أول بعثة علمية على الإطلاق تصل إلى الفلبين.أُرسلت الصناديق التي تحتوي على مجموعات الحملة الاستكشافية إلى أوروبا بواسطة هاينك الذي علق في بوليفيا ولم يعد إلى وطنه أبدًا. في عام 1821، عُثر على الصناديق متعفنة جزئيًا في قادس بإسبانيا من قبل أعضاء المتحف التشيكي الوطني، وشُريت، وجُلبت إلى براغ ونُظمت، بما في ذلك عينة من نمط نحيل القصبة.
سُمي هذا النوع من قبل كارل بوريفوج بريسل، مدير قسم النبات في المتحف الوطني التشيكي الذي نظم مجموعة هاينك بأكملها من بعثة مالاسبينا التي شقت طريقها إلى براغ (15.000 عينة)، بينما تم إيداع جزء آخر في معشبة مدريد غير معروفة الآن. إيدعة عينة النمط الذي جمعه هاينك شخصيًا في عام 1792 في المتحف الوطني التشيكي في براغ، والذي تبرع أيضًا ببعض العينات إلى معشبات في الخارج مثل سميثسونيان في الولايات المتحدة الأمريكية.

## الأنواع النادرة
الأنواع نادرة جدا. شوهدت لأول مرة وآخر مرة بواسطة هاينك في عام 1792. ومنذ ذلك الحين كان يُعتقد أنها انقرضت على مدى 213 عامًا حتى أعيد اكتشافها في البرية في عام 2005 من قبل عالم النبات الياباني فونَكوشي هِدينوبو Funakoshi Hidenobu

## روابط خارجية
- Smithsonian National Museum of Natural History, Genera in the Zingiberaceae, Leptosolena
- Phytoimages Leptosolena (Zingiberaceae) 14 photographs